# Pomphorhynchus megacanthus
Pomphorhynchus megacanthus är en hakmaskart som beskrevs av Fotedar och Dhar 1977. Pomphorhynchus megacanthus ingår i släktet Pomphorhynchus och familjen Pomphorhynchidae. Inga underarter finns listade i Catalogue of Life.